# طواف إيطاليا 1979
طواف إيطاليا 1979 هو سباق دراجات هوائية أقيم في إيطاليا بتاريخ 17 مايو - 6 يونيو، تكون السباق من 19 مرحلة وامتدّ لمسافة 3301 كم بسرعة 36.887 كم/س، استغرق السباق 89 ساعة 29 دقيقة 18 ثانية. فاز به الإيطالي جوزيبي ساروني.

## الترتيب
| م                     | الدرّاج        | البلد   | الزمن                     |
| --------------------- | ------------- | ------- | ------------------------- |
| الفائز بالترتيب العام | جوزيبي ساروني | إيطاليا | 89 ساعة 29 دقيقة 18 ثانية |
| حسب النقاط            | جوزيبي ساروني | إيطاليا | -                         |